# Сува
Су́ва (англ. Suva) — столица Фиджи. Является административным центром Центрального округа. Образует столичную агломерацию с населением около 180 тыс. человек.

## География
Сува — экономический и политический центр Фиджи, крупнейший город южной части Океании за пределами Австралии и Новой Зеландии. Главный морской порт страны.
Город Сува расположен на юго-восточном берегу острова Вити-Леву на небольшом полуострове. В прошлом значительную часть города занимали болота.
Климат Сувы экваториальный с незначительными колебаниями температуры в течение дня и года.
| Показатель                    | Янв. | Фев. | Март | Апр. | Май | Июнь | Июль | Авг. | Сен. | Окт. | Нояб. | Дек. | Год  |
| ----------------------------- | ---- | ---- | ---- | ---- | --- | ---- | ---- | ---- | ---- | ---- | ----- | ---- | ---- |
| Абсолютный максимум, °C       | 35   | 36   | 36   | 34   | 33  | 32   | 32   | 32   | 32   | 33   | 33    | 36   | 36   |
| Средний суточный максимум, °C | 30   | 30   | 30   | 28   | 27  | 26   | 26   | 26   | 26   | 27   | 28    | 29   | 28   |
| Средняя температура, °C       | 26   | 26   | 26   | 25   | 24  | 23   | 23   | 23   | 23   | 24   | 24    | 25   | 24   |
| Средний суточный минимум, °C  | 23   | 23   | 23   | 22   | 21  | 20   | 20   | 20   | 20   | 21   | 21    | 22   | 21   |
| Абсолютный минимум, °C        | 19   | 19   | 18   | 16   | 16  | 14   | 12   | 13   | 13   | 13   | 12    | 16   | 12   |
| Норма осадков, мм             | 280  | 270  | 360  | 300  | 250 | 170  | 120  | 210  | 190  | 210  | 240   | 310  | 2970 |
| Источник: Weatherbase         |      |      |      |      |     |      |      |      |      |      |       |      |      |

| Климатограмма Сувы                                                           | Климатограмма Сувы | Климатограмма Сувы | Климатограмма Сувы | Климатограмма Сувы | Климатограмма Сувы | Климатограмма Сувы | Климатограмма Сувы | Климатограмма Сувы | Климатограмма Сувы | Климатограмма Сувы | Климатограмма Сувы |
| ---------------------------------------------------------------------------- | ------------------ | ------------------ | ------------------ | ------------------ | ------------------ | ------------------ | ------------------ | ------------------ | ------------------ | ------------------ | ------------------ |
| Я                                                                            | Ф                  | М                  | А                  | М                  | И                  | И                  | А                  | С                  | О                  | Н                  | Д                  |
| 315 30,6 23,6                                                                | 288 31,0 23,8      | 371 30,6 23,5      | 390 29,7 23,1      | 267 28,3 21,9      | 164 27,6 21,4      | 142 26,5 20,4      | 159 26,6 20,5      | 184 27,0 20,9      | 234 27,8 21,7      | 264 28,8 22,5      | 263 29,8 23,2      |
| Температура в °C • Сумма осадков в мм Источник: Fiji Meteorological Services |                    |                    |                    |                    |                    |                    |                    |                    |                    |                    |                    |

## История
В 1868 году часть территории современного города Сува была передана фиджийским вождём Серу Эпениса Какобау в счёт долгов австралийской компании, которая намеревалась развивать на этой земле хлопковые плантации. Однако все попытки по разведению хлопка провалились из-за непригодного климата. В 1877 году, после аннексии островов Фиджи Британской империей, было решено перенести столицу Фиджи в город Сува. Ранее главным колониальным поселением островов был город Левука на острове Овалау. Полностью администрация колонии была переведена из Левука в Сува в 1882 году.
В 1910 году поселение получило статус муниципалитета. Первоначально площадь Сувы не превышала 2,6 км², однако в 1952 году к ней были присоединены районы Муаникау и Самабула. В результате территория расширилась до 13 км². Впоследствии территория поселения расширялась несколько раз. В октябре 1952 года Сува была объявлена городом, первым на территории Фиджи.
В 2003 году город принимал Южнотихоокеанские игры, уже третьи в истории Сувы.

## Население
Согласно переписи 2007 года, численность населения города составляла 85 691 человек. Численность населения агломерации (или Большой Сувы) составляла 167 975 человек.
Сува — многонациональный город. Большую часть населения составляют коренные фиджийцы и фиджи-индийцы, две главные этнические группы Фиджи. Однако в Суве также проживают азиаты, в том числе и китайцы.
Самым распространённым языком является английский, хотя местные жители также разговаривают на языках фиджи и хиндустани.

## Администрация
Сува имеет муниципальный статус. Город возглавляет лорд-мэр. Действует городской совет из 20 депутатов.

## Инфраструктура
Сува является административным и портовым городом и не имеет пляжей. В городе расположены правительственные здания страны, Фиджийская школа медицины и один из кампусов Южнотихоокеанского университета (англ. University of the South Pacific) (занимает территорию бывшей новозеландской военной базы).

## Экономика

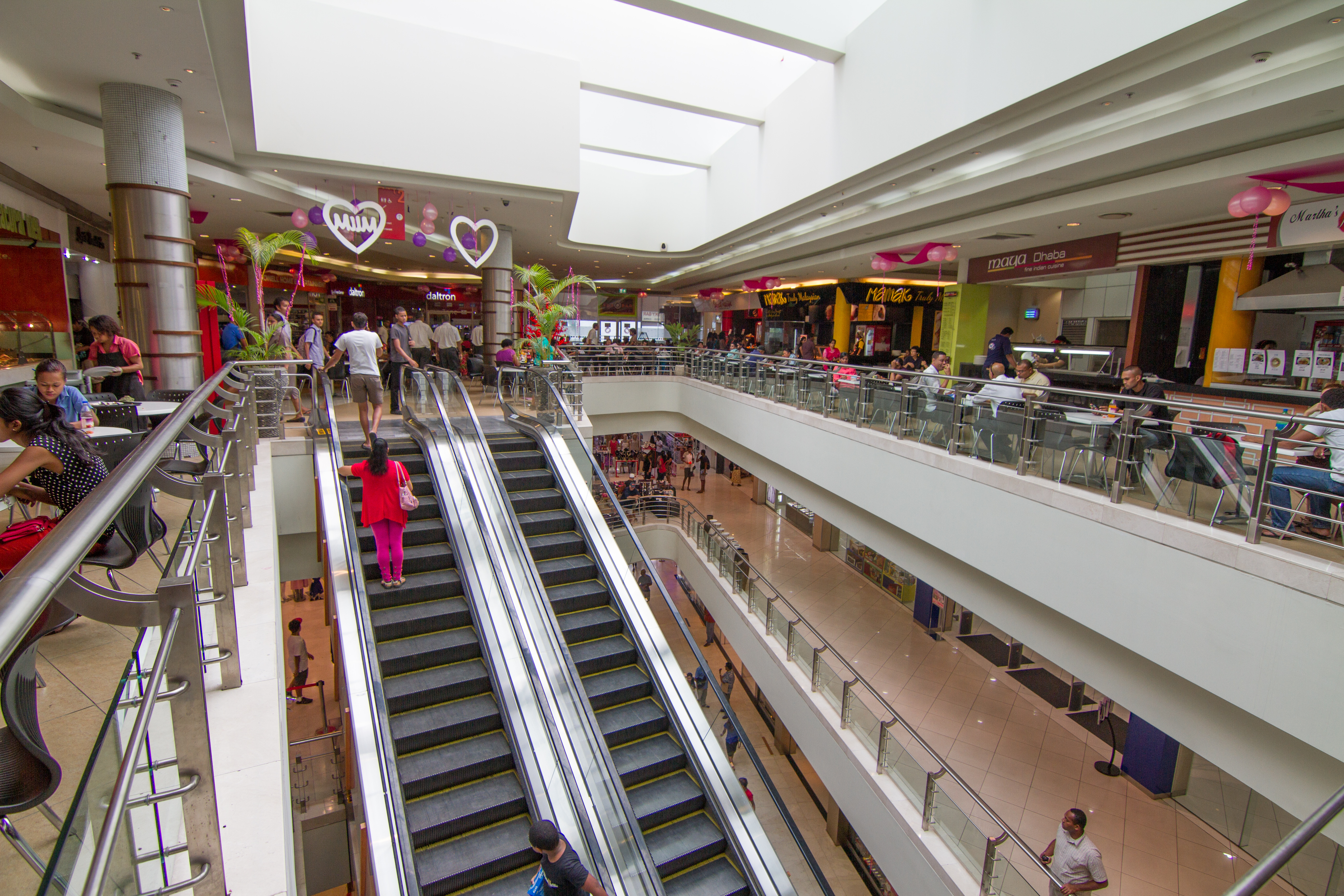
Торговый центр

В городе развиты предприятия пищевой промышленности, много предприятий по изготовлению стройматериалов. В окрестностях производят мыло, есть сахарные заводы, заводы по производству копры. Собирается кокосовое масло, на банановых плантациях — бананы. Отдельно можно отметить добычу золота (географическое расположение неизвестно). Развит туризм.

## Транспорт

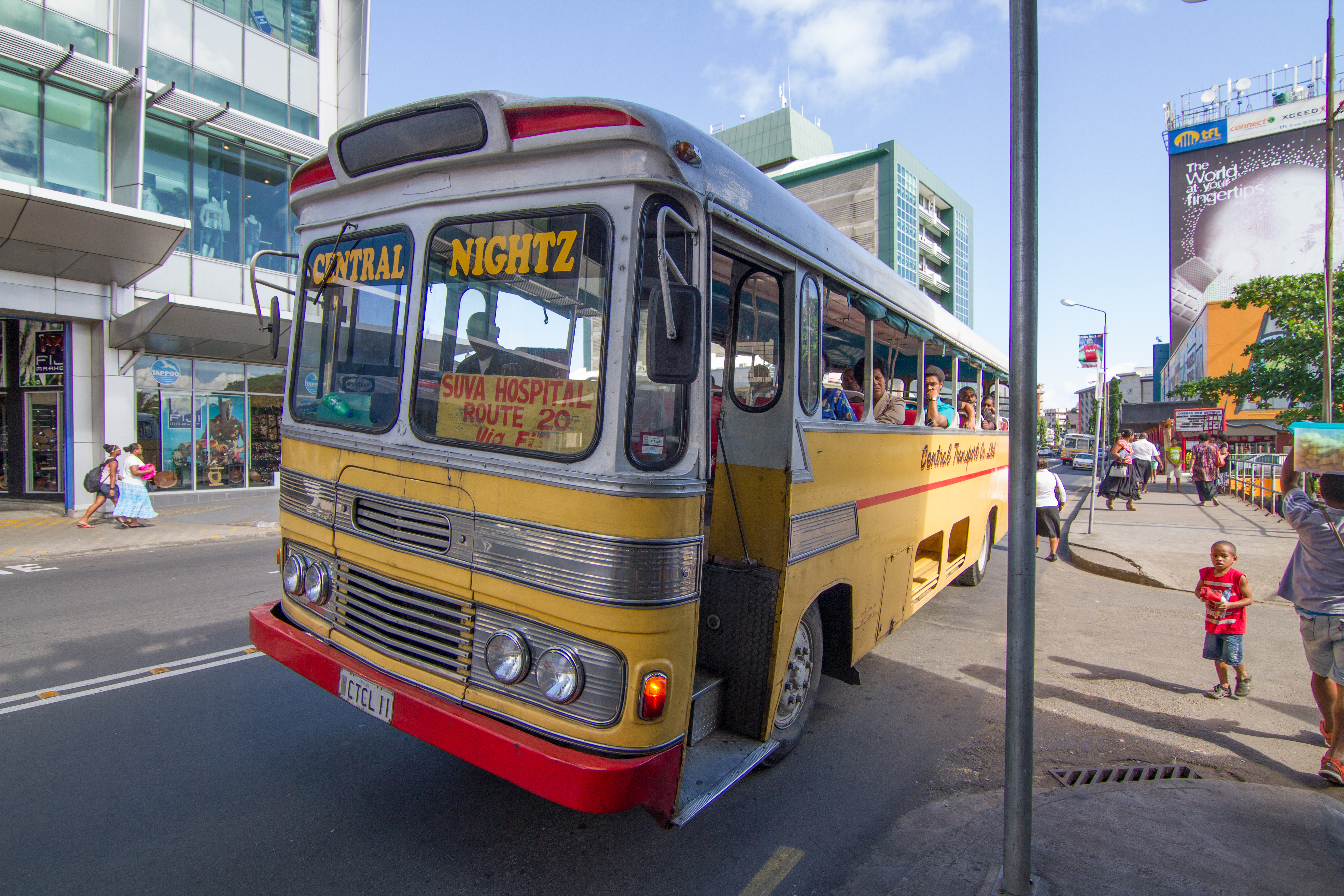
Автобус 20 маршрута

Недалеко от города расположен Международный аэропорт Наусори, откуда осуществляются внутренние авиаперелёты и полёты на территорию Тувалу. Международные авиарейсы обслуживает Международный аэропорт Нади.
Сува имеет систему общественного транспорта, состоящая из автобусов и такси, обслуживающих столичный район, а также города Насину, Наусори и Лами. Есть автобусы, соединяющие Суву с другими городами на острове Вити-Леву. Пути лежат по маршрутам королей, королев и князей, идущие в Суву, хотя последний заканчивается в Рева у моста в Наусори. В январе 2012 года фирмой «JRK and Associates», в партнерстве с канадской компанией «Hatch Mott McDonald» было проведено технико-экономическое обоснование строительства монорельсовой железной дороги Сува — Наусори для облегчения заторов и транспортных проблем. Строительство монорельсовой системы, как ожидается, начнется в первом квартале 2013 года.
Существует паромное сообщение от Принцессы Уорф на внешних островах Фиджи, а также Вануа-Леву. Международные корабли и круизные лайнеры заходят в порт Сувы Kings Wharf.

## Достопримечательности

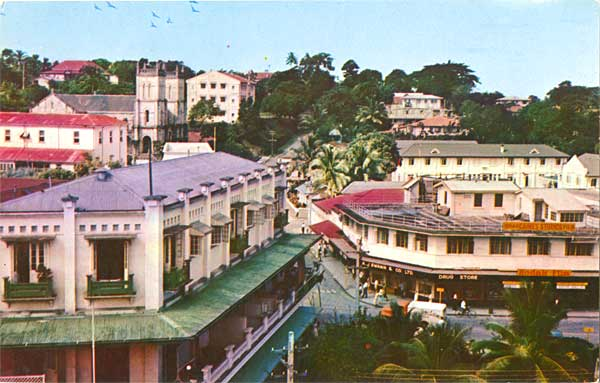
Вид на город в 1950-х годах

В Суве расположено самое высокое здание Фиджи — здание Резервного банка. Одной из достопримечательностей города является городская библиотека, построенная в 1909 году.
В Суве расположена официальная резиденция президента Фиджи, сооружённая в 1882 году и перестроенная в 1928 году, а также комплекс правительственных зданий. В городе также действует музей Фиджи, где представлены богатые коллекции археологических и этнографических экспонатов с островов Тихого океана (основан в 1904 году).
Большое количество парков (всего 78), в том числе сады Терстона.